# Poterne du château de Crèvecœur-en-Auge
Le poterne du château de Crèvecœur-en-Auge, ou simplement de Crèvecœur, est un édifice situé à Mézidon Vallée d'Auge, en France. Il s'agit de la poterne du château de Beuvillers, seul vestige de cet édifice, reconstruit à proximité du château de Crèvecœur.

## Localisation
Le monument est situé dans le département français du Calvados, au nord-ouest du bourg de Crèvecœur-en-Auge, commune déléguée de la commune nouvelle de Mézidon Vallée d'Auge.

## Architecture
L'édifice est classé au titre des monuments historiques depuis le 4 avril 1930.